# 패모

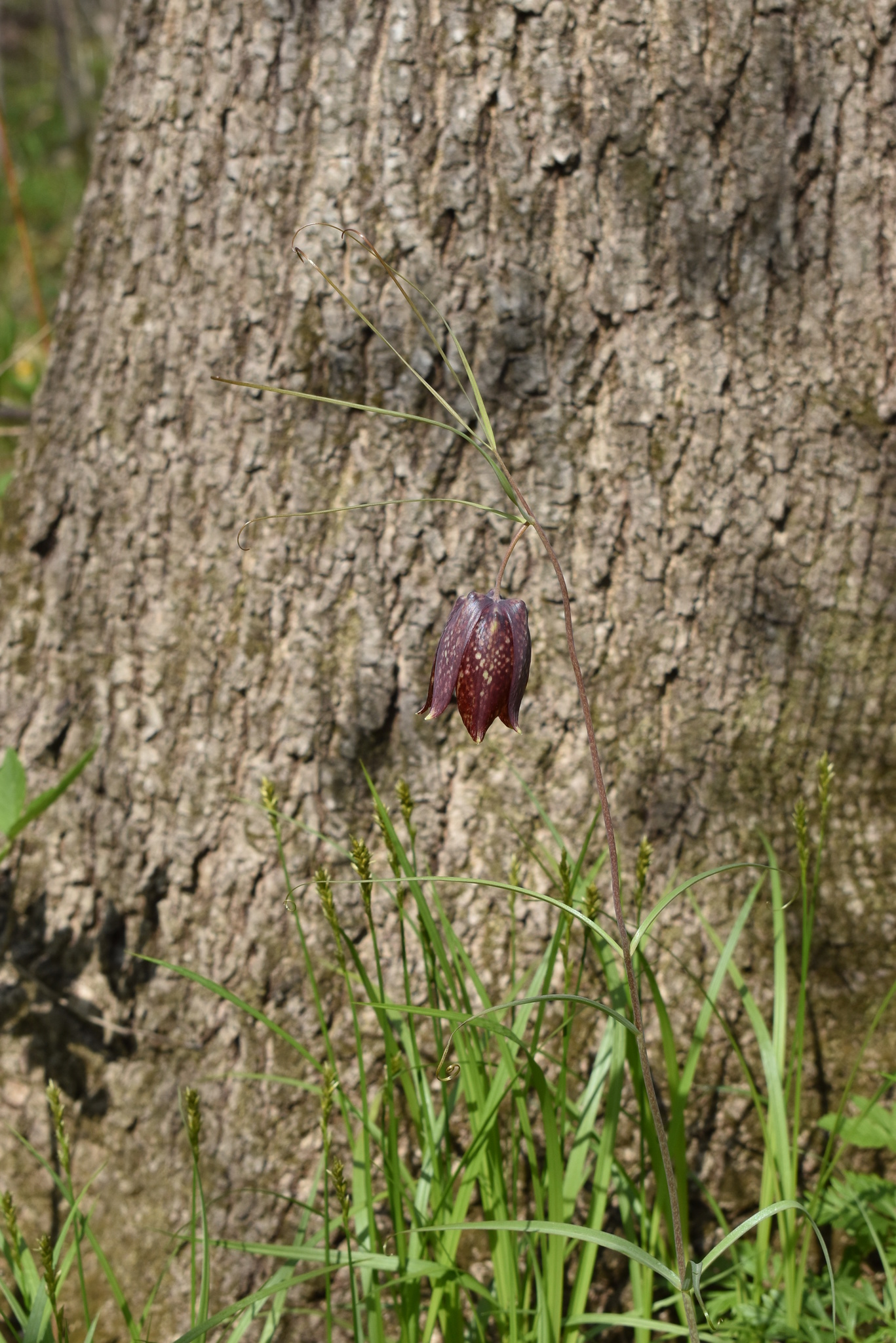

패모(貝母)는 백합과의 여러해살이풀로 학명은 Fritillaria ussuriensis이다.

## 분포
한국·중국 북동부에 분포한다.

## 특징
비늘줄기는 백색이고 육질이며 5-6개의 비늘조각으로 되어 있다. 원줄기는 높이 25cm 내외이다. 잎은 2개 또는 3개씩 두루 달리고 선형이며, 윗부분에 달린 것은 끝이 안으로 말려서 덩굴손같이 보인다. 꽃은 5월에 피고 자주색이며 잎겨드랑이에 1개씩 달려서 밑을 향한다. 꽃덮이조각과 수술은 6개씩이고 암술머리는 3개로 갈라진다.

## 이용
삭과에 6개의 날개가 있고 비늘줄기는 중국패모(Fritillaria thunbergii)와 더불어 진해·거담 및 최유제로 사용한다.

## 재배 및 관리
화단에 심을 경우에는 북풍을 막을 수 있는 자리가 좋다. 화분에 심을 때는 흙을 산모래 7에 부엽 3의 비율로 섞어 쓴다. 밝은 곳에 두고 키우다가 휴면기에 접어들면 벤치 아래 등 그늘진 곳에 두고 물주는 횟수를 줄이며 봄을 기다린다. 옮겨심기는 휴면기간인 겨울철에 한다. 인공교배를 통해 종자를 얻으면 씨뿌리기로 대량 생산이 가능할 뿐 아니라 새로운 품종을 만들어낼 수도 있으므로, 많은 애호가가 가정에서 인공교배를 시도해보기를 권한다.